# Arroyo el Nacimiento
Arroyo el Nacimiento är en ort i Mexiko.   Den ligger i kommunen Las Margaritas och delstaten Chiapas, i den sydöstra delen av landet, 900 km öster om huvudstaden Mexico City. Arroyo el Nacimiento ligger 463 meter över havet och antalet invånare är 132.
Terrängen runt Arroyo el Nacimiento är kuperad söderut, men norrut är den bergig. Runt Arroyo el Nacimiento är det ganska glesbefolkat, med 30 invånare per kvadratkilometer. Närmaste större samhälle är Santa Rita Invernadero, 4,1 km nordväst om Arroyo el Nacimiento. I omgivningarna runt Arroyo el Nacimiento växer i huvudsak städsegrön lövskog.